# 北九州市立小倉中央小学校
北九州市立小倉中央小学校（きたきゅうしゅうしりつこくらちゅうおうしょうがっこう）は、福岡県北九州市小倉北区にある市立小学校。

## 概要
北九州市小倉北区の都心部に位置し、周囲を飲食店やオフィスビルに囲まれている。
元々当地には「北九州市立小倉小学校」が置かれていたが、少子化と都心部の空洞化により現在のアジア太平洋インポートマートの場所に在った「北九州市立米町小学校」と統合され発足。当初は旧米町小を仮校地とし、旧小倉小跡の建替え整備を進めて移転、今に至る。

## 沿革
- 1968年（昭和43年）4月1日 - 「北九州市立堺町小学校」と「北九州市立天神島小学校」が統合され、「北九州市立小倉小学校」が開校。
- 1991年（平成3年）
  - 4月1日 - 旧米町小学校との統合により小倉中央小学校が開校。開校時の児童数は490名（18学級・内養護4学級28名）。
  - 4月3日 - 旧米町小学校の仮校舎にて、開校式挙行。
  - 9月 - 旧小倉小学校校舎解体工事開始。
- 1992年（平成4年）2月12日 - 新校舎工事の安全祈願祭。
- 1993年（平成5年）
  - 3月2日 - この日から31日にかけて、学校移転作業。
  - 4月1日 - 新校舎での教育活動開始。通級制導入により、本校に難聴の「通級指導教室」新設。
- 1994年（平成6年）2月3日 - 難聴「通級指導教室」が2教室に増設される。
- 1998年（平成10年）9月1日 - 学校機械警備開始（日・祝日、休業土曜日）。
- 2000年（平成12年）11月8日 - 創立10周年記念式典挙行し、祝賀会開催。
- 2004年（平成16年）2月3日 - パソコン新規導入（40台） 。
- 2010年（平成22年）11月6日 - 創立20周年記念式典挙行。
- 2013年（平成25年）4月1日 - 特別支援学級（知的学級）新設。

## 所在
- 北九州市小倉北区堺町2丁目4番1号

## アクセス
- 西鉄バス砂津バスセンター（砂津バス停）から、徒歩約290m・約4分。
- 北九州都市モノレール平和通駅（出口1）から、徒歩約590m・約9分。
- JR九州・北九州都市モノレール小倉駅（小倉城口）から、徒歩約860m・約13分。

## 周辺
- 北九州市立小倉幼稚園
- 小倉中央市民センター
- 砂津川
- 西鉄バス砂津バスセンター
  - チャチャタウン小倉
  - 西鉄ストア
- 西鉄バス北九州本社
- 堺町郵便局
- 日本銀行北九州支店
- 西部毎日会館

## 進学先中学校
- 北九州市立菊陵中学校

## 著名な出身者
- 松本零士 - 漫画家（旧米町小学校出身）
- わたせせいぞう - 漫画家・イラストレーター（旧堺町小学校出身）
- 自見庄三郎 - 元国会議員、元郵政大臣（旧堺町小学校出身）